# FlybyCoach
FlybyCoach eller Fly by Coach Sweden AB drev på kommersiella grunder busstrafik på uppdrag av Ryanair mellan Stockholm och flygplatser Ryanair trafikerar. FlybyCoach startade sin persontrafik i Sverige den 29 april 2009.Alla turer är inställda fr.o.m. den 16 april 2010 och bolaget har gått i konkurs.
I februari 2010 begärde Ryanair bolaget i konkurs, på grund av uteblivna betalningar av marknadsföringsavgifter. Enligt konkursansökan tillgänglig hos Kronofogden (läs Södermanlands nyheter och Aftonbladet) har Ryanair fordringar på totalt 1,3 miljoner SEK. Samarbetet med Ryanair existerar inte längre.

## Flygplatser och städer
FlybyCoach trafikerade i Sverige mellan den 20 april 2009 och den 16 april 2010 busslinjer till och från två flygplatser.
- Stockholm-Skavsta flygplats – Stockholm Cityterminal
- Stockholm-Västerås flygplats – Stockholm Cityterminal